# Warwick, Bermuda

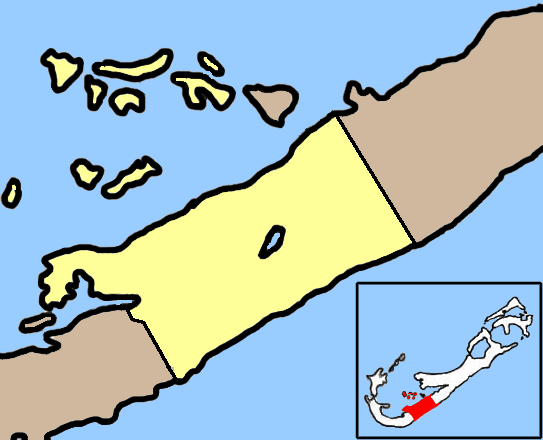
Warwicks församling i Bermuda

Warwick är en församling (parish) i Bermuda. Warwick hade 8 633 invånare, år 2012,  på en yta av 5,7 km².